# Polytrema (protista)
Polytrema es un género de foraminífero bentónico considerado taxon inquirendum sin nombre sustituto propuesto, e incluido en la familia Homotrematidae, de la superfamilia Acervulinoidea, del suborden Rotaliina y del orden Rotaliida. Es considerado un homónimo posterior del género "Polytrema" Rafinesque, 1819, y su especie tipo es un briozoo incluido erróneamente como foraminífero. Su rango cronoestratigráfico abarcaba el Holoceno.

## Clasificación
Polytrema incluía a las siguientes especies:
- Polytrema balaniforme
- Polytrema cylindricum, aceptado como Sporadotrema cylindrica
- Polytrema mesentericum, aceptado como Sporadotrema mesentricum
- Polytrema miniaceum, aceptado como Miniacina miniacea
- Polytrema minutum
- Polytrema papyracea
- Polytrema planum, aceptado como Gypsina plana
- Polytrema subincrustans
- Polytrema utriculare, aceptado como Carpenteria utricularis